# Cooperative Institute for Meteorological Satellite Studies
Le Cooperative Institute for Meteorological Satellite Studies (CIMSS) (en français : Institut coopératif d'études sur les satellites météorologiques) est une composante du Centre d'aéronautique et d'ingénierie de l'Université du Wisconsin à Madison (UW-Madison) en collaboration avec le National Oceanic and Atmospheric Administration (NOAA) et le National Aeronautics and Space Administration (NASA). C'est l'un des 17 instituts coopératifs de la NOAA.

## Histoire
Verner E. Suomi, un des pionniers dans la météorologie par satellite depuis la fin des années 1950, travaillaient déjà avec son équipe de l'Université du Wisconsin à Madison sur la conception d'un sondeur atmosphérique du radiomètre à balayage rotatif visible-infrarouge (VISSR) pour mesurer les sondages atmosphériques à partir de satellites géostationnaires, tandis que les scientifiques du National Environmental Satellite Service (NESS) de la NOAA travaillaient à améliorer les techniques de traitement des données.
Les deux groupes collaboraient déjà depuis plusieurs années alors qu'en 1976, Suomi, les administrateurs de la NOAA et de l'Université du Wisconsin à Madison se sont rencontrés pour conclure un accord afin que neuf scientifiques fédéraux puissent déménager leur laboratoire à Madison afin de collaborer avec des chercheurs universitaires. Le CIMSS a été créé en 1980 dans un accord entre la National Oceanic and Atmospheric Administration (NOAA) et l'Université du Wisconsin à Madison, avec William L. Smith nommé directeur en 1982.
Dans les années 2000, le directeur du CIMSS, Steven Ackerman, a accru ses liens avec le Département des sciences atmosphériques et océaniques de l'UW-Madison afin d'attirer des étudiants diplômés et de premier cycle universitaire intéressés à travailler sur des projets de recherche financés par la NOAA. Le CIMSS est passé d'une organisation de 1 million de dollars de dépenses annuelles en 1980 à 13,3 millions de dollars en 2019.

## Mission
Fondé en 1980, le CIMSS fait de la recherche en télédétection passive pour la météorologie et les applications de surface :
- Développement et implantation de techniques d'interprétation des données thermiques venant des satellites météorologiques géostationnaires.
- Développement et test des instruments mis à bord de ces satellites.
- Développement de traitements informatiques des données et des prévisions qu'on peut en tirer.
- Optimisation de l'utilisation des données satellitaires pour les études climatologiques et du réchauffement global.

## Organisation
Le personnel du CIMSS se compose de plus de 100 associés, dont du personnel administratif, des chercheurs principaux, des employés fédéraux en poste au CIMSS, du personnel scientifique et de programmation, des scientifiques invités et un soutien horaire aux étudiants. Les employés fédéraux sont composés de 7 membres de la branche des produits satellites avancés de la NOAA, d'un employé du bureau de recherche et d'applications de la NOAA, d'un employé du laboratoire des orages violents de la NOAA et d'un employé du centre de recherche de Langley de la NASA.

## Collaborations
Le CIMSS est un centre d'expertise international et collabore également à la formation des élèves du département de météorologie de l'université du Wisconsin-Madison et avec les scientifiques de la NOAA. Le CIMSS entretient également des liens étroits avec le bureau régional du National Weather Service de Milwaukee/Sullivan, des universités nationales et internationales, des instituts de recherche, des organisations gouvernementales et non gouvernementales, l'industrie et d'autres utilisateurs spécialisés.